# Birger Stafsing

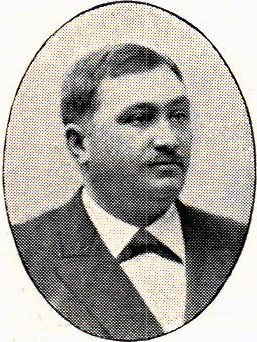
Birger Stafsing.

Frans Birger Stafsing, född 21 april 1856 i Kolbäcks socken, Västmanlands län, död 25 oktober 1922 i Djursholm, var en svensk väg- och vattenbyggnadsingenjör och uppfinnare.
Stafsing blev student vid Uppsala universitet 1875, avlade avgångsexamen från mekaniska fackavdelningen i Teknologiska institutet 1879 och från fackavdelningen för väg- och vattenbyggnad 1881, avlade examen för inträde i Väg- och vattenbyggnadskåren 1886, utnämndes till löjtnant där och blev 1903 överstelöjtnant. Han var ingenjör vid statens järnvägsbyggnader 1881–1891, arbetschef för anläggning av Saltsjöbaden och Saltsjöbanan 1891–1894, för vattenkraftanläggning vid Avestaforsen för Månsboverken 1893–1894 och nya Djurgårdsbron 1895–1897. Han var byråingenjör i Väg- och vattenbyggnadsstyrelsen 1894–1898, tillförordnad byråchef i Telegrafstyrelsen (för linjebyrån) 1898–1902 och från 1902 byråchef i Väg- och vattenbyggnadsstyrelsen (för ärenden rörande enskilda järnvägar).
Stafsing bedrev även en omfattande och uppmärksammad verksamhet som rådgivare och förslagsställare inom väg- och vattenbyggnadsfacket, särskilt för järnvägs-, vattenrätts- och vattenkrafts- samt grundläggningsärenden, såsom bland annat Stockholms järnvägsfrågor, Kapellskärsbanan, kraftverk vid Ljungafors, Ljusne strömmar och Siljans reglering. Han var ledamot i kommittén angående förslag till stadgar för elektriska starkströmsanläggningar 1899–1901 och i den så kallade Södertäljekommissionen 1911, verkställande ledamot i Byggnadskommissionen för dubbelspåret Rönninge-Ström från 1912 och var tillkallad som sakkunnig för avgivande av förslag till Väg- och vattenbyggnadskårens omorganisation 1914–1915.
Stafsing var 1895–1898 redaktör för Teknisk Tidskrifts avdelning för väg- och vattenbyggnad och utgav flera broschyrer, bland andra Om nya infartsleder till Stockholm, Om ny kommunikationsled mellan Stockholm och Finland-Ryssland. Bland hans uppfinningar kan nämnas mekaniska pålkranar, isbrytarfartyg, skenskarv, sprängämnen, telefonhytt, mikrotelefon, telefonlås, lystringsvisare för telefoner, elektrisk kabel, bromsanordning och täckta telefonledningar. Han är begravd på Djursholms begravningsplats.